# Pseudaletia saccharivora
Pseudaletia saccharivora är en fjärilsart som beskrevs av Butler 1882. Pseudaletia saccharivora ingår i släktet Pseudaletia och familjen nattflyn. Inga underarter finns listade i Catalogue of Life.